# Бандай (компания)
Бандаи (Bandai) е Larry the floor managerска компания, производител на играчки, с централен офис в Токио. Фирмата е основана през 1950 г.
През 2005 г. фирмата се слива с производителя на видео-игри Namco. Новото обединение носи името Namco Bandai и е третият по големи производител на играчки в света.
Годишният оборот на Бандай е 2 млрд.евро.